# Breux-Jouy
Pour les articles homonymes, voir Breux et Jouy.
Breux-Jouy (prononcé [bʁø ʒui] ) est une commune française située à trente-six kilomètres au sud-ouest de Paris dans le département de l'Essonne en région Île-de-France.
Il s'agit de là réunion de deux villages distincts : Breux et Jouy. Breux est situé dans la vallée de la Renarde, Jouy dans la vallée de l'Orge. Breux possède l’église et le cimetière, Jouy la mairie et l'école primaire.
Ses habitants sont appelés les Brojiciens.

## Géographie

### Situation

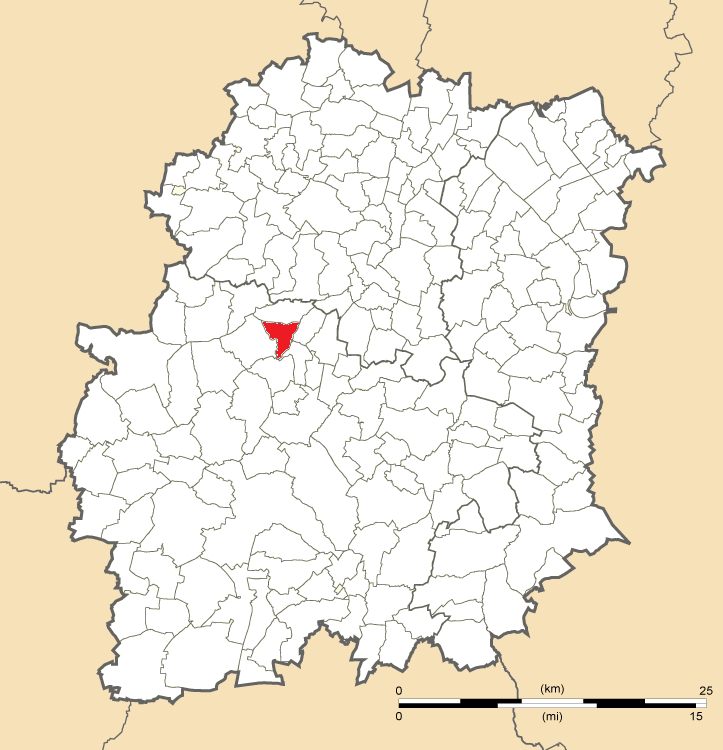
Position de Breux-Jouy en Essonne.

Breux-Jouy est située en Île-de-France, à trente-six kilomètres au sud-ouest de Paris-Notre-Dame, point zéro des routes de France, vingt-et-un kilomètres au sud-ouest d'Évry, quatorze kilomètres au nord-est d'Étampes, six kilomètres au sud-ouest d'Arpajon, onze kilomètres au sud-ouest de Montlhéry, treize kilomètres au nord-est de Dourdan, quinze kilomètres au nord-ouest de La Ferté-Alais, dix-sept kilomètres au sud-ouest de Palaiseau, vingt-trois kilomètres au sud-ouest de Corbeil-Essonnes, vingt-huit kilomètres au nord-ouest de Milly-la-Forêt.
Elle est par ailleurs située à quatre-vingt-trois kilomètres au sud-est de son homonyme Breux-sur-Avre dans l'Eure et à deux-cent-soixante kilomètres au sud-ouest de son homonyme Breux dans la Meuse.
Le point le plus bas de la commune est situé à cinquante-cinq mètres d'altitude et le point culminant à cent cinquante-et-un mètres.
La desserte de la commune est assurée par la gare de Breuillet-Village, située sur la branche de Dourdan de la ligne C du RER d'Île-de-France.
Le sentier de grande randonnée 1 traverse le territoire de la commune.
La commune est desservie par la ligne 68.06 du réseau de bus Cœur d'Essonne. Celle-ci fonctionne en semaine en période scolaire permettant aux élèves de venir ou de rejoindre la gare de Saint-Chéron[réf. nécessaire].

### Hydrographie
L'Orge, et son affluent, la Renarde, traversent la commune.
Elles sont des affluents de la rive gauche de la Seine.

### Climat
Pour des articles plus généraux, voir Climat de l'Île-de-France et Climat de l'Essonne.
En 2010, le climat de la commune est de type climat océanique dégradé des plaines du Centre et du Nord, selon une étude du CNRS s'appuyant sur une série de données couvrant la période 1971-2000. En 2020, Météo-France publie une typologie des climats de la France métropolitaine dans laquelle la commune est exposée à un climat océanique altéré et est dans la région climatique Sud-ouest du bassin Parisien, caractérisée par une faible pluviométrie, notamment au printemps (120 à 150 mm) et un hiver froid (3,5 °C). 
Pour la période 1971-2000, la température annuelle moyenne est de 11,3 °C, avec une amplitude thermique annuelle de 15,1 °C. Le cumul annuel moyen de précipitations est de 664 mm, avec 10,7 jours de précipitations en janvier et 7,8 jours en juillet. Pour la période 1991-2020, la température moyenne annuelle observée sur la station météorologique la plus proche, située sur la commune de Fontenay-lès-Briis à 7 km à vol d'oiseau, est de 11,6 °C et le cumul annuel moyen de précipitations est de 696,0 mm,. Pour l'avenir, les paramètres climatiques de la commune estimés pour 2050 selon différents scénarios d'émission de gaz à effet de serre sont consultables sur un site dédié publié par Météo-France en novembre 2022.

### Lieux-dits, écarts et quartiers
Rimoron (ferme et château, près de Saint-Sulpice-de-Favières) - la Soupane (près de Breuillet).

## Urbanisme

### Typologie
Au 1er janvier 2024, Breux-Jouy est catégorisée ceinture urbaine, selon la nouvelle grille communale de densité à sept niveaux définie par l'Insee en 2022.
Elle appartient à l'unité urbaine de Paris, une agglomération inter-départementale regroupant 407  communes, dont elle est une commune de la banlieue,,. Par ailleurs la commune fait partie de l'aire d'attraction de Paris, dont elle est une commune de la couronne,. Cette aire regroupe 1 929 communes,.

## Toponymie
Brueil vers 1370, Brolium vers 1520.
Dérivé du mot gaulois brogi, le mot bas-latin brogilus a le sens de "petit bois enclos", un taillis ou les gibiers pouvaient se réfugier.
Breux représente une corruption de breuil.
La commune est instituée en 1793  par la Révolution française sous le seul nom de Breux, la dénomination actuelle de Breux-Jouy date de 1976,.

## Histoire
Les traces d'occupation humaine dans la vallée de la Renarde remontent au Paléolithique moyen (80 000 à 30 000 ans av. J.-C.).
Les Celtes, puis les Gaulois y trouvent d'excellentes conditions de vie. Une tête d'homme en marbre blanc témoigne de l'installation d'une colonne romaine à Rimoron.
La région est christianisée vers le IIIe siècle et la paroisse de Breux existe au XIe siècle.
L’activité agricole se développe, les moulins se multiplient, certains comme celui de Breux en 1380 ont un vivier. Aux XIVe et XVe siècles, la succession ininterrompue de guerres, d'épidémies et de pillages ruine cette prospérité. Il faut tout reconstruire : les petits seigneurs cherchent à entrer dans la clientèle des grands. Ainsi, François de Grancher, seigneur de Breux se place sous la protection de Jeanne de Graville, baronne de Saint-Yon. La terre et la seigneurie de Breux passent au XVIe siècle. la terre et la seigneurie de Breux passent au XVIe siècle aux mains de ses descendants. L’une d'elles, Marie-Charlotte de Balzac d'Entragne cède ses biens à l'Hôtel-Dieu de Paris.
Par suite d'échanges, Breux entre en 1659 dans le marquisat de Baville appartenant à Guillaume de Lamoignon, premier président du Parlement de Paris. Breux vit dans l'orbite de Breuillet jusqu'en 1866, année de la création de l'école de garçons à Jouy -rattaché à Breux pour ne former une seule commune.
Seconde Guerre mondiale
Le 19 août 1944, lors des combats de la Libération de la France, alors que les soldats allemands commençaient à battre retraite, un événement malheureux se produisit au moulin de Breux. Un groupe de sept résistants en attente d'intervention au pont Guérin tira sur une automobile allemande et fut repéré. Il s'ensuivit une opération de représailles : un cadre de la résistance se réfugia au moulin de Breux, où Aldo Vallicelli — d'origine italienne et ayant réussi à échapper au régime de Mussolini — lui proposa de se changer afin qu'il ne fût pas reconnu et proposa de le laisser seul afin de ne pas éveiller de soupçon. Il s'esquiva donc par une fenêtre arrière donnant sur la forêt qu'il connaissait bien. Il fut abattu avant de l'atteindre.

## Politique et administration

### Rattachements administratifs et électoraux
Rattachements administratifs
Antérieurement à la loi du 10 juillet 1964, la commune faisait partie du département de Seine-et-Oise. La réorganisation de la région parisienne en 1964 fit que la commune appartient désormais au département de l'Essonne et à son arrondissement d'Étampes après un transfert administratif effectif au 1er janvier 1968.
Elle faisait partie depuis 1801 du canton de Dourdan-Nord de Seine-et-Oise. Lors de la mise en place des Hauts-de-Seine, elle intègre le canton de Saint-Chéron . Dans le cadre du redécoupage cantonal de 2014 en France, cette circonscription administrative territoriale a disparu, et le canton n'est plus qu'une circonscription électorale.
Rattachements électoraux
Pour les élections départementales, la commune fait partie depuis 2014 du  canton de Dourdan
Pour l'élection des députés, elle fait partie de la troisième circonscription de l'Essonne.

### Intercommunalité
Breux-Jouy est membre de la communauté de communes Le Dourdannais en Hurepoix, un établissement public de coopération intercommunale (EPCI) à fiscalité propre créé en 2005 et auquel la commune a transféré un certain nombre de ses compétences, dans les conditions déterminées par le code général des collectivités territoriales.

### Tendances politiques et résultats
Élections présidentielles
Résultats des deuxièmes tours :
- Élection présidentielle de 2002 : 84,64 % pour Jacques Chirac (RPR), 15,36 % pour Jean-Marie Le Pen (FN), 82,28 % de participation[22].
- Élection présidentielle de 2007 : 59,60 % pour Nicolas Sarkozy (UMP), 40,40 % pour Ségolène Royal (PS), 84,82 % de participation[23].
- Élection présidentielle de 2012 : 57,45 % pour Nicolas Sarkozy (UMP), 42,55 % pour François Hollande (PS), 81,57 % de participation[24].

Élections législatives
Résultats des deuxièmes tours :
- Élections législatives de 2002 : 53,74 % pour Geneviève Colot (UMP), 46,26 % pour Yves Tavernier (PS), 60,96 % de participation[25].
- Élections législatives de 2007 : 54,62 % pour Geneviève Colot (UMP), 45,38 % pour Brigitte Zins (PS), 57,55 % de participation[26].
- Élections législatives de 2012 : 58,07 % pour Geneviève Colot (UMP), 41,93 % pour Michel Pouzol (PS), 57,71 % de participation[27].

Élections européennes
Résultats des deux meilleurs scores :
- Élections européennes de 2004 : 26,63 % pour Harlem Désir (PS), 17,85 % pour Patrick Gaubert (UMP), 43,15 % de participation[28].
- Élections européennes de 2009 : 27,17 % pour Michel Barnier (UMP), 20,11 % pour Daniel Cohn-Bendit (Les Verts), 42,83 % de participation[29].

Élections régionales
Résultats des deux meilleurs scores :
- Élections régionales de 2004 : 46,88 % pour Jean-Paul Huchon (PS), 42,53 % pour Jean-François Copé (UMP), 66,79 % de participation[30].
- Élections régionales de 2010 : 54,86 % pour Jean-Paul Huchon (PS), 45,14 % pour Valérie Pécresse (UMP), 53,13 % de participation[31].

Élections cantonales et départementales
Résultats des deuxièmes tours :
- Élections cantonales de 2001 : données manquantes.
- Élections cantonales de 2008 : 61,01 % pour Jean-Pierre Delaunay (UMP), 38,99 % pour Jean-François Degoud (DVG), 45,62 % de participation[32].

Élections municipales
Résultats des deuxièmes tours :
- Élections municipales de 2001 : données manquantes.
- Élections municipales de 2008 : 349 voix pour Laëtitia Jardat (?), 349 voix pour Nicole Gomes Coelho (?), 71,38 % de participation[33].

Référendums
- Référendum de 2000 relatif au quinquennat présidentiel : 76,52 % pour le Oui, 23,48 % pour le Non, 31,86 % de participation[34].
- Référendum de 2005 relatif au traité établissant une Constitution pour l'Europe : 53,08 % pour le Non, 46,92 % pour le Oui, 73,33 % de participation[35].

### Liste des maires
| Période                                  | Période                      | Identité            | Étiquette | Qualité                                                       |
| ---------------------------------------- | ---------------------------- | ------------------- | --------- | ------------------------------------------------------------- |
| Les données manquantes sont à compléter. |                              |                     |           |                                                               |
| 2001                                     | 2008                         | Jean-Claude Hillion | DVD       |                                                               |
| 2008                                     | mai 2020                     | Pascale Boudart     |           | Vice-présidente de la CC Le Dourdannais en Hurepoix (2014 → ) |
| mai 2020                                 | En cours (au 8 octobre 2020) | Alberto Rodrigues   |           |                                                               |

### Politique de développement durable
La commune a engagé une politique de développement durable en lançant une démarche d'Agenda 21 en 2008.

### Jumelages
La commune de Breux-Jouy n'a développée aucune association de jumelage[Quand ?].

## Population et société

### Démographie

#### Évolution démographique
L'évolution du nombre d'habitants est connue à travers les recensements de la population effectués dans la commune depuis 1793. Pour les communes de moins de 10 000 habitants, une enquête de recensement portant sur toute la population est réalisée tous les cinq ans, les populations de référence des années intermédiaires étant quant à elles estimées par interpolation ou extrapolation. Pour la commune, le premier recensement exhaustif entrant dans le cadre du nouveau dispositif a été réalisé en 2007.

En 2022, la commune comptait 1 283 habitants, en évolution de +2,89 % par rapport à 2016 (Essonne : +2,89 %, France hors Mayotte : +2,11 %).
| 1793 | 1800 | 1806 | 1821 | 1831 | 1836 | 1841 | 1846 | 1851 |
| ---- | ---- | ---- | ---- | ---- | ---- | ---- | ---- | ---- |
| 399  | 453  | 502  | 458  | 433  | 391  | 398  | 408  | 421  |

| 1856 | 1861 | 1866 | 1872 | 1876 | 1881 | 1886 | 1891 | 1896 |
| ---- | ---- | ---- | ---- | ---- | ---- | ---- | ---- | ---- |
| 401  | 383  | 391  | 374  | 404  | 363  | 378  | 350  | 350  |

| 1901 | 1906 | 1911 | 1921 | 1926 | 1931 | 1936 | 1946 | 1954 |
| ---- | ---- | ---- | ---- | ---- | ---- | ---- | ---- | ---- |
| 349  | 355  | 395  | 344  | 387  | 429  | 371  | 410  | 488  |

| 1962 | 1968 | 1975 | 1982 | 1990  | 1999  | 2006  | 2007  | 2012  |
| ---- | ---- | ---- | ---- | ----- | ----- | ----- | ----- | ----- |
| 541  | 676  | 783  | 908  | 1 076 | 1 259 | 1 235 | 1 230 | 1 233 |

| 2017  | 2022  | - | - | - | - | - | - | - |
| ----- | ----- | - | - | - | - | - | - | - |
| 1 245 | 1 283 | - | - | - | - | - | - | - |

#### Pyramide des âges
En 2018, le taux de personnes d'un âge inférieur à 30 ans s'élève à 32,8 %, soit en dessous de la moyenne départementale (39,9 %). À l'inverse, le taux de personnes d'âge supérieur à 60 ans est de 25,5 % la même année, alors qu'il est de 20,1 % au niveau départemental.
En 2018, la commune comptait 626 hommes pour 623 femmes, soit un taux de 50,12 % d'hommes, légèrement supérieur au taux départemental (48,98 %).
Les pyramides des âges de la commune et du département s'établissent comme suit.
| Hommes | Classe d’âge | Femmes |
| ------ | ------------ | ------ |
| 0,2    | 90 ou +      | 1,2    |
| 5,9    | 75-89 ans    | 9,2    |
| 17,8   | 60-74 ans    | 16,8   |
| 24,8   | 45-59 ans    | 23,0   |
| 18,5   | 30-44 ans    | 17,2   |
| 15,9   | 15-29 ans    | 14,4   |
| 17,0   | 0-14 ans     | 18,4   |

| Hommes | Classe d’âge | Femmes |
| ------ | ------------ | ------ |
| 0,5    | 90 ou +      | 1,4    |
| 5,4    | 75-89 ans    | 7,2    |
| 12,9   | 60-74 ans    | 13,9   |
| 20     | 45-59 ans    | 19,4   |
| 19,9   | 30-44 ans    | 20,1   |
| 20     | 15-29 ans    | 18,2   |
| 21,3   | 0-14 ans     | 19,8   |

### Enseignement
Les élèves de Breux-Jouy sont rattachés à l'académie de Versailles.
La commune dispose en 2010 sur son territoire de l'école primaire Henri-Le Cocq.

### Lieux de culte
La paroisse catholique de Breux-Jouy est rattachée au secteur pastoral des Trois-Vallées-Arpajon et au diocèse d'Évry-Corbeil-Essonnes. Elle dispose de l'église Saint-Martin.

### Médias
L'hebdomadaire Le Républicain relate les informations locales. La commune est en outre dans le bassin d'émission des chaînes de télévision France 3 Paris Île-de-France Centre, IDF1 et Téléssonne intégré à Télif.

## Économie
Par le passé, Breux a une vocation exclusivement agricole : y sont pratiquées la culture des céréales et de la vigne, la polyculture maraîchère et surtout la culture des plantes à graines destinées aux établissements Vilmorin, Clause ou Simon. Dans les années 1950 tous ces produits sont écoulés avec difficulté et les terres sont cédés à des Parisiens en mal de verdure. La voie ferrée n'apporte pas de développement industriel mais accroît le nombre de résidents.
Breux-Jouy reste aujourd'hui une commune rurale.

### Emplois, revenus et niveau de vie
En 2010, le revenu fiscal médian par ménage était de 45 352 €, ce qui plaçait Breux-Jouy au 802e rang parmi les 31 525 communes de plus de 39 ménages en métropole.
| Répartition des emplois par catégories socioprofessionnelles en 2006. |              |                                           |                                                   |                            |                          |                           |
|                                                                       | Agriculteurs | Artisans, commerçants, chefs d’entreprise | Cadres et professions intellectuelles supérieures | Professions intermédiaires | Employés                 | Ouvriers                  |
| Breux-Jouy                                                            | -            | -                                         | -                                                 | -                          | -                        | -                         |
| Zone d'emploi de Dourdan                                              | 0,7 %        | 6,0 %                                     | 18,9 %                                            | 28,5 %                     | 26,3 %                   | 19,6 %                    |
| Moyenne nationale                                                     | 2,2 %        | 6,0 %                                     | 15,4 %                                            | 24,6 %                     | 28,7 %                   | 23,2 %                    |
| Répartition des emplois par secteurs d’activités en 2006.             |              |                                           |                                                   |                            |                          |                           |
|                                                                       | Agriculture  | Industrie                                 | Construction                                      | Commerce                   | Services aux entreprises | Services aux particuliers |
| Breux-Jouy                                                            | -            | -                                         | -                                                 | -                          | -                        | -                         |
| Zone d'emploi de Dourdan                                              | 1,7 %        | 10,4 %                                    | 7,5 %                                             | 11,8 %                     | 21,6 %                   | 6,9 %                     |
| Moyenne nationale                                                     | 3,5 %        | 15,2 %                                    | 6,4 %                                             | 13,3 %                     | 13,3 %                   | 7,6 %                     |
| Sources : Insee,                                                      |              |                                           |                                                   |                            |                          |                           |

## Culture locale et patrimoine

### Lieux et monuments
Les berges de l'Orge et de la Renarde, les bois au sud et au nord-ouest et les champs au nord ont été recensés au titre des espaces naturels sensibles par le conseil général de l'Essonne.
Le château de Baville du XVIIe siècle a été inscrit aux monuments historiques le 22 octobre 1990.
Il y a un pont de l'époque romaine sur la Renarde, au niveau de la ferme de Rimoron qui date du XVIe siècle ; elle est située sur les hauts de Breux-Jouy, tout près de Saint-Sulpice.
L'église Saint-Martin XIIIe/XVIe, remaniée aux siècles suivants : portail XIIIe, tympan roman soutenu par deux colonnes à chapiteaux décorés de palmes, tour carrée épaulée de contreforts et coiffée en bâtière ; retables en bois sculpté XVIIe et XVIIIe, lutrin XVIIe.

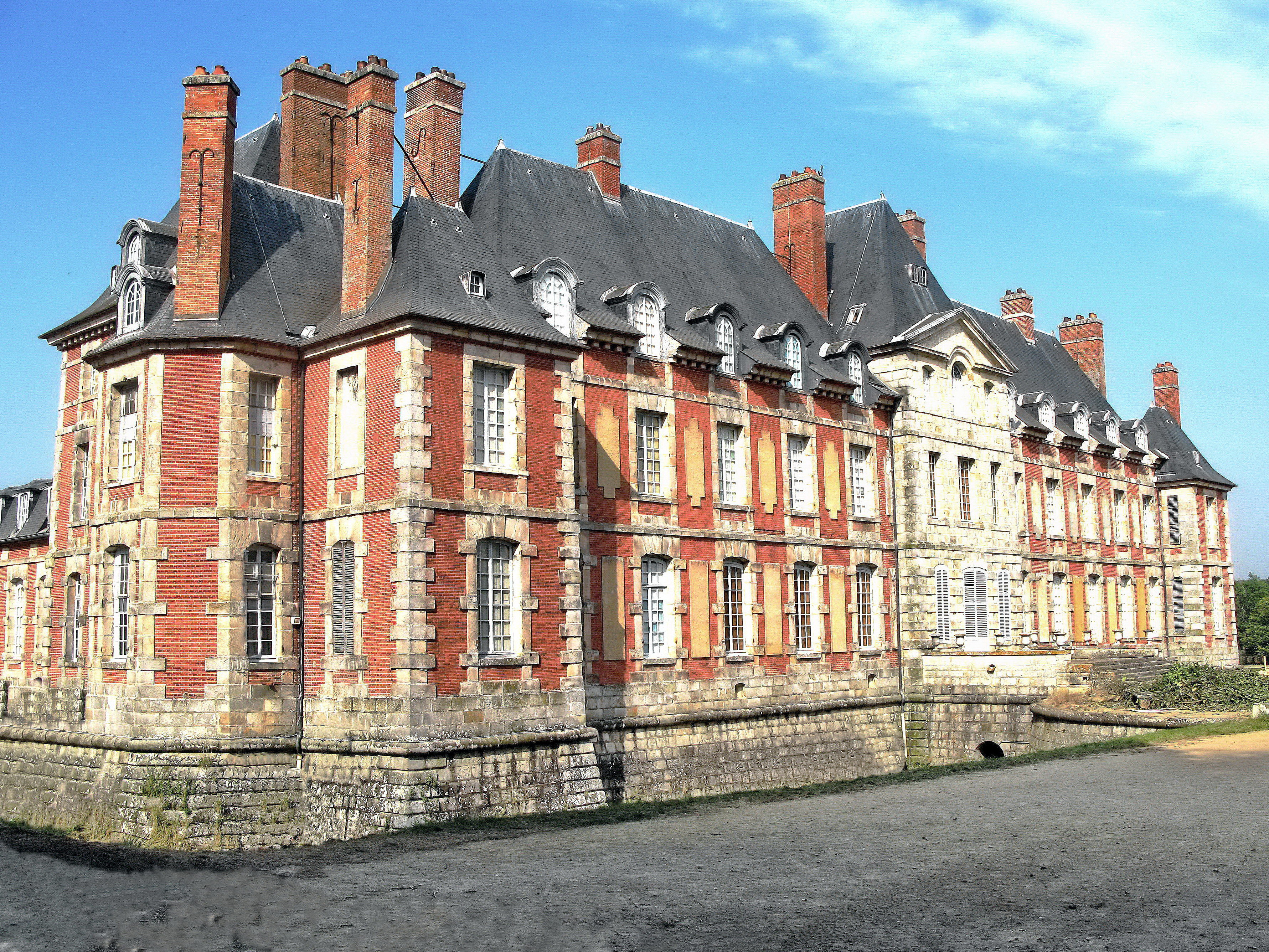
Le château de Baville, proche de la commune de Breux-Jouy.
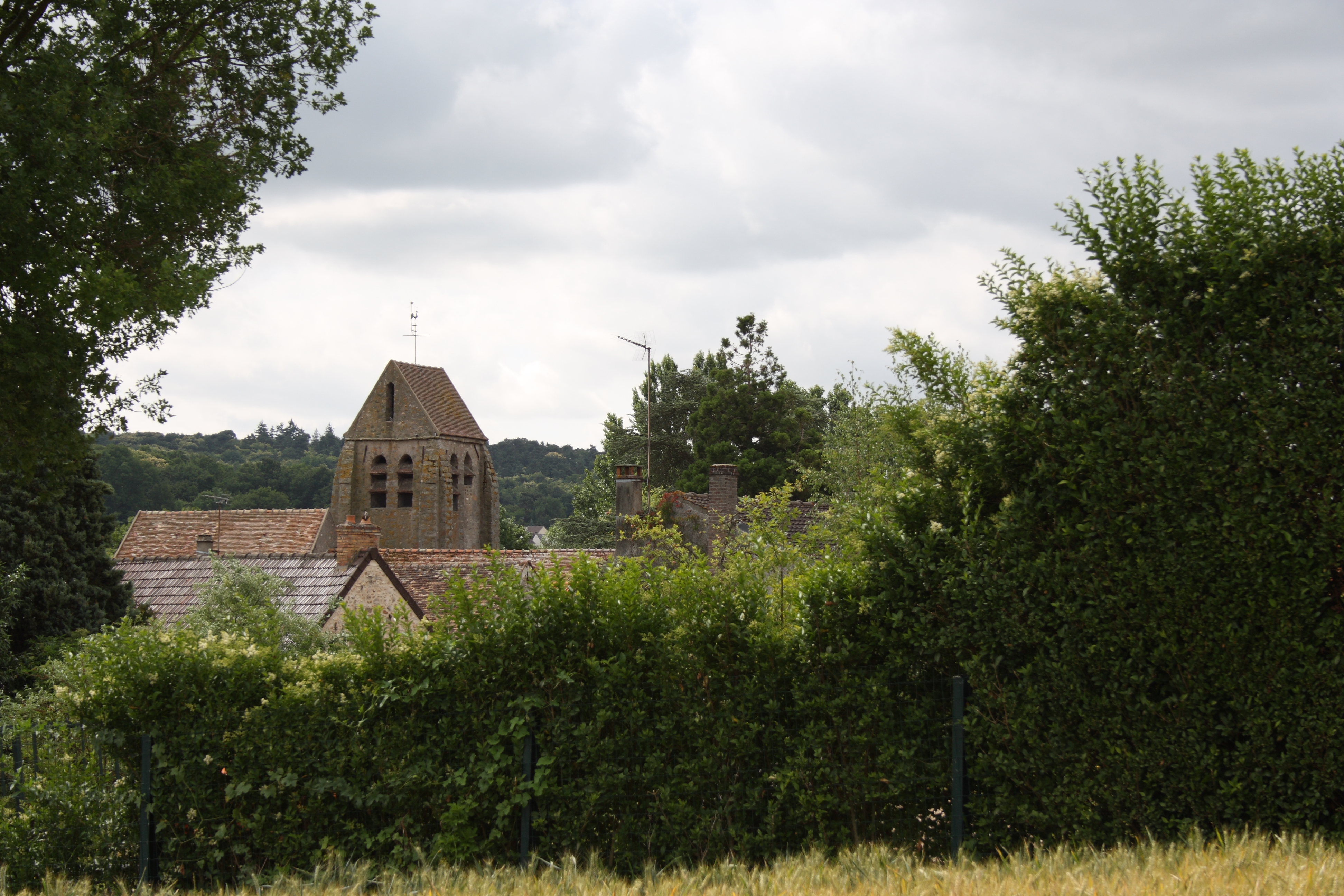
L'église Saint-Martin.

### Personnalités liées à la commune
Différents personnages publics sont nés, décédés ou ont vécu à Breux-Jouy :
- Juliet Berto (1947-1990), actrice y est morte.

### Héraldique
| Blason de Breux-Jouy | La commune ne dispose pas de blason. |